# Parvillé
Édouard Parvillé war ein französischer Hersteller von Automobilen.

## Unternehmensgeschichte
Das Unternehmen aus Paris begann 1927 mit der Produktion von Automobilen. Der Markenname lautete Parvillé. Etwa 1929 endete die Produktion.

## Fahrzeuge
Das einzige Modell war ein Elektroauto. Ein Elektromotor mit 5 PS Leistung trieb die Vorderräder an. Das Getriebe hatte fünf Gänge.